# توقيت طاجيكستان
يُحدد الوقت في طاجيكستان حسب توقيت طاجيكستان (TJT) (UTC + 05: 00). لا تراعي طاجيكستان التوقيت الصيفي حالياً. معرف لتوقيت طاجيكستان هو Asia / Dushanbe.

## التاريخ
المناطق الزمنية التاريخية لطاجيكستان (كدولة ودولة سوفيتية)
| من          | إلى         | منطقة | التوقيت الصيفي |
| ----------- | ----------- | ----- | -------------- |
| 1924 May 2  | 1930 Jun 21 | UTC+5 | لا             |
| 1930 Jun 21 | 1981 Apr 1  | UTC+6 | لا             |
| 1981 Apr 1  | 1991 Mar 31 | UTC+6 | نعم            |
| 1991 Mar 31 | 1991 Sep 9  | UTC+5 | نعم            |
| 1991 Sep 9  | ما زال      | UTC+5 | لا             |